# 大家的厨房
《大家的廚房》（韓語：모두의 주방），為韓國O'live電視台的綜藝節目，由《強心臟》、《島劍客》的朴尚赫導演執導，節目主角為姜鎬童。
隨着1人家庭和小家庭的增加，人們之間缺少溝通和与陌生人吃飯交流的「Social Dining」，节目主角姜鎬童自從在演藝圈出道而學習料理後，只與自己認識多年的好友（李壽根、殷志源，《兩天一夜》搭檔）吃飯，而覺得膩煩乏味，也很少真正跟其他節目搭檔一起吃飯，想以自己的料理吸引和認識新朋友或跟老友重逢。
节目中嘉賓們多有自住或料理經驗，每人製作一道想分享的菜肴。在常規節目當中，每集有兩位嘉賓。至少一位固定主持擔任专任助手，不會烹飪主菜。
第四集起開始《Kkura Show》環節，除了讓宮脇咲良加強韓語，也在姜鎬童指導下學習主持、綜藝和尖銳的訪問技巧。
第六集起，由飛利浦贊助廚用電器；第七集起，李太坤也會自行贊助，郵寄魚類食材。

## 播出時間
节目于2018年12月29日试播，并于2月24日（星期日）起转为常规节目播出。

## 固定成員
- 姜鎬童、李清娥、黃光熙、宮脇咲良（半固定）、郭東延（半固定）[4]
- 吉祥物：「大家」－白貓，為廚房主人。

## 各集內容
| 集數       | 播放日期       | 標題（餐桌主題）                            | 聚餐艺人                       | 菜單                                                             | 备注                                                                                            |
| ---------- | -------------- | ------------------------------------------- | ------------------------------ | ---------------------------------------------------------------- | ----------------------------------------------------------------------------------------------- |
| 試播 （1） | 2018年12月29日 | 《大家的初次》                              | 姜鎬童                         | 愛心三堡（三層無包漢堡牛排+鰹魚脯飯）                            | 鄭浩英作为姜鎬童的廚藝老師出演 姜鎬童為該集旁白                                                 |
| 試播 （1） | 2018年12月29日 | 《大家的初次》                              | 宮脇咲良（IZ*ONE）             | 咲良盖饭（親子丼）                                               | 鄭浩英作为姜鎬童的廚藝老師出演 姜鎬童為該集旁白                                                 |
| 試播 （1） | 2018年12月29日 | 《大家的初次》                              | 郭東延                         | 在首爾見到奶奶的擁抱（辣椒醬鍋）                                 | 鄭浩英作为姜鎬童的廚藝老師出演 姜鎬童為該集旁白                                                 |
| 試播 （1） | 2018年12月29日 | 《大家的初次》                              | 黃光熙 （ZE:A）                | 鼻子腿讚（燉半乾明太魚）                                         | 鄭浩英作为姜鎬童的廚藝老師出演 姜鎬童為該集旁白                                                 |
| 試播 （1） | 2018年12月29日 | 《大家的初次》                              | 李清娥                         | 沒想到我會在這裡吧奶酪（義大利式「四種奶酪」蜂蜜糖餅）           | 鄭浩英作为姜鎬童的廚藝老師出演 姜鎬童為該集旁白                                                 |
| 2          | 2019年2月24日  | 《再見，冬天》                              | 姜鎬童                         | 焯陳燉排（陳年泡菜燉肋排）                                       | 「Big Mama」李慧靜作为姜鎬童的廚藝老師出演 宮脇咲良為該集旁白                                   |
| 2          | 2019年2月24日  | 《再見，冬天》                              | 宮脇咲良                       | Ku部锅（部队锅）                                                 | 「Big Mama」李慧靜作为姜鎬童的廚藝老師出演 宮脇咲良為該集旁白                                   |
| 2          | 2019年2月24日  | 《再見，冬天》                              | 黃光熙                         | Let's燕麥（燕麥飯）+海藻炸蛋卷                                   | 「Big Mama」李慧靜作为姜鎬童的廚藝老師出演 宮脇咲良為該集旁白                                   |
| 2          | 2019年2月24日  | 《再見，冬天》                              | 李清娥                         | 無                                                               | 「Big Mama」李慧靜作为姜鎬童的廚藝老師出演 宮脇咲良為該集旁白                                   |
| 2          | 2019年2月24日  | 《再見，冬天》                              | 姜澯熙 （SF9）                 | 炸彈卷（芝士炸蛋卷配紅、青椒）                                   | 「Big Mama」李慧靜作为姜鎬童的廚藝老師出演 宮脇咲良為該集旁白                                   |
| 2          | 2019年2月24日  | 《再見，冬天》                              | 金容建                         | 麥魚容（大麥黃花魚）                                             | 「Big Mama」李慧靜作为姜鎬童的廚藝老師出演 宮脇咲良為該集旁白                                   |
| 3          | 2019年3月3日   | 《大家的春天》 feat 春天野菜                | 姜鎬童                         | 無（鮮山葵芥末）                                                 | 郭東延為該集旁白                                                                                |
| 3          | 2019年3月3日   | 《大家的春天》 feat 春天野菜                | 黃光熙                         | 烤整五花雙和白切肉+山蒜拌蘿蔔乾                                  | 郭東延為該集旁白                                                                                |
| 3          | 2019年3月3日   | 《大家的春天》 feat 春天野菜                | 李清娥                         | 刺老芽鍋飯                                                       | 郭東延為該集旁白                                                                                |
| 3          | 2019年3月3日   | 《大家的春天》 feat 春天野菜                | 郭東延                         | 炒魷魚絲+蔥                                                      | 郭東延為該集旁白                                                                                |
| 3          | 2019年3月3日   | 《大家的春天》 feat 春天野菜                | 金正蘭                         | 每人單只母花蟹+荠菜花蟹湯                                        | 郭東延為該集旁白                                                                                |
| 3          | 2019年3月3日   | 《大家的春天》 feat 春天野菜                | 泰民（SHINee）                 | 中式菜包肉+饅頭花                                                | 郭東延為該集旁白                                                                                |
| 4          | 2019年3月10日  | 《某個充滿感性的日子》                      | 姜鎬童                         | 黑鯛壽司                                                         | 李太坤為該集旁白 李洪基媽媽作为兒子的廚藝老師出演                                               |
| 4          | 2019年3月10日  | 《某個充滿感性的日子》                      | 宮脇咲良                       | 無（預製草莓泡芙+草莓奶昔）                                      | 李太坤為該集旁白 李洪基媽媽作为兒子的廚藝老師出演                                               |
| 4          | 2019年3月10日  | 《某個充滿感性的日子》                      | 李清娥                         | 草莓布丁                                                         | 李太坤為該集旁白 李洪基媽媽作为兒子的廚藝老師出演                                               |
| 4          | 2019年3月10日  | 《某個充滿感性的日子》                      | 黃光熙                         | 無                                                               | 李太坤為該集旁白 李洪基媽媽作为兒子的廚藝老師出演                                               |
| 4          | 2019年3月10日  | 《某個充滿感性的日子》                      | 李洪基（FTIsland）             | 醬炒豬里脊肉鐵板燒伴馬鈴薯和紅、黃椒                             | 李太坤為該集旁白 李洪基媽媽作为兒子的廚藝老師出演                                               |
| 4          | 2019年3月10日  | 《某個充滿感性的日子》                      | 李太坤                         | 黑鯛套餐（黑鯛刺身、黑鯛清湯、辣燉黑鯛+白飯、生魚片拌冷麵）      | 李太坤為該集旁白 李洪基媽媽作为兒子的廚藝老師出演                                               |
| 5          | 2019年3月17日  | 《我們家的食譜》                            | 姜鎬童                         | 无                                                               |                                                                                                 |
| 5          | 2019年3月17日  | 《我們家的食譜》                            | 李清娥                         | 无                                                               |                                                                                                 |
| 5          | 2019年3月17日  | 《我們家的食譜》                            | 郭東延                         | 辣椒酱饼                                                         |                                                                                                 |
| 5          | 2019年3月17日  | 《我們家的食譜》                            | 矢野志保                       | 寿喜烧                                                           |                                                                                                 |
| 5          | 2019年3月17日  | 《我們家的食譜》                            | 高水熙                         | 沙参沙拉+海鲜炖菜                                                |                                                                                                 |
| 5          | 2019年3月17日  | 《我們家的食譜》                            | Boom                           | 炒通心粉+糯米饭                                                  |                                                                                                 |
| 6          | 2019年3月24日  | 《大海漁村，春天郊遊》                      | 姜鎬童                         | 手工刀削麵（配海鮮高湯）                                         |                                                                                                 |
| 6          | 2019年3月24日  | 《大海漁村，春天郊遊》                      | 黃光熙                         | 古味全雞+排骨醬                                                  |                                                                                                 |
| 6          | 2019年3月24日  | 《大海漁村，春天郊遊》                      | 金容建                         | 無（蛤蜊高湯）                                                   |                                                                                                 |
| 6          | 2019年3月24日  | 《大海漁村，春天郊遊》                      | 宮脇咲良                       | 韓式紫菜包飯                                                     |                                                                                                 |
| 6          | 2019年3月24日  | 《大海漁村，春天郊遊》                      | Gummy                          | 日式海鮮軟泡湯+燙章魚片+刀魚內臟醬紫菜包飯                       |                                                                                                 |
| 6          | 2019年3月24日  | 《大海漁村，春天郊遊》                      | 李伊利雅                       | 天惠香柑橘炒年糕                                                 |                                                                                                 |
| 7          | 2019年3月31日  | 《當年，我們曾愛過的人》                    | 姜鎬童                         | 無                                                               | 李太坤首次以海產贊助人身份郵寄食品（木葉鰈魚艾草湯食譜和食材）                                  |
| 7          | 2019年3月31日  | 《當年，我們曾愛過的人》                    | 李清娥                         | 無                                                               | 李太坤首次以海產贊助人身份郵寄食品（木葉鰈魚艾草湯食譜和食材）                                  |
| 7          | 2019年3月31日  | 《當年，我們曾愛過的人》                    | 黃光熙                         | 無（木葉鰈魚艾草湯）                                             | 李太坤首次以海產贊助人身份郵寄食品（木葉鰈魚艾草湯食譜和食材）                                  |
| 7          | 2019年3月31日  | 《當年，我們曾愛過的人》                    | 申成宇                         | 大蝦飯伴牡蠣辣醬+涼拌春白菜                                      | 李太坤首次以海產贊助人身份郵寄食品（木葉鰈魚艾草湯食譜和食材）                                  |
| 7          | 2019年3月31日  | 《當年，我們曾愛過的人》                    | 陳智熙                         | 卡爾博辣炒肉                                                     | 李太坤首次以海產贊助人身份郵寄食品（木葉鰈魚艾草湯食譜和食材）                                  |
| 7          | 2019年3月31日  | 《當年，我們曾愛過的人》                    | 大衛·麥金尼斯                  | 德式啤酒煮香腸配康州三豆（腰豆、黑豆、花豆）+美式辣椒醬+培根熱狗 | 李太坤首次以海產贊助人身份郵寄食品（木葉鰈魚艾草湯食譜和食材）                                  |
| 8          | 2019年4月7日   | 《大地、大海、藍天還有餐桌》                | 姜鎬童                         | 無                                                               | 傳統海產市場偶遇：慧潾（EXID）                                                                  |
| 8          | 2019年4月7日   | 《大地、大海、藍天還有餐桌》                | 黃光熙                         | 無                                                               | 傳統海產市場偶遇：慧潾（EXID）                                                                  |
| 8          | 2019年4月7日   | 《大地、大海、藍天還有餐桌》                | 李清娥                         | 三劍客海鞘拌飯                                                   | 傳統海產市場偶遇：慧潾（EXID）                                                                  |
| 8          | 2019年4月7日   | 《大地、大海、藍天還有餐桌》                | 宮脇咲良                       | 浮雲糖醋肉                                                       | 傳統海產市場偶遇：慧潾（EXID）                                                                  |
| 8          | 2019年4月7日   | 《大地、大海、藍天還有餐桌》                | Wendy （Red Velvet）           | 「Red Flavor, 雞排Honey」（韓式奶酪辣炒雞排配加拿大枫糖）        | 傳統海產市場偶遇：慧潾（EXID）                                                                  |
| 8          | 2019年4月7日   | 《大地、大海、藍天還有餐桌》                | 柳敏相（諧星、網絡吃放主持人） | 烤火雞腿配燒烤醬和青梅醬                                         | 傳統海產市場偶遇：慧潾（EXID）                                                                  |
| 9          | 2019年4月14日  | 《朋友啊！吃飯吧！》                        | 姜鎬童                         | 無                                                               | 宮脇咲良從《音樂銀行》趕到，第一次最後出現                                                      |
| 9          | 2019年4月14日  | 《朋友啊！吃飯吧！》                        | 李清娥                         | 無（大麥飯、檸檬水+檸檬香蠟容器）                                | 宮脇咲良從《音樂銀行》趕到，第一次最後出現                                                      |
| 9          | 2019年4月14日  | 《朋友啊！吃飯吧！》                        | 宮脇咲良                       | 培根吐司三明治                                                   | 宮脇咲良從《音樂銀行》趕到，第一次最後出現                                                      |
| 9          | 2019年4月14日  | 《朋友啊！吃飯吧！》                        | 朴智彬                         | 清州蘿蔔塊豬肉湯                                                 | 宮脇咲良從《音樂銀行》趕到，第一次最後出現                                                      |
| 9          | 2019年4月14日  | 《朋友啊！吃飯吧！》                        | 殷志源（水晶男孩）             | 初丁煎蛋三明治                                                   | 宮脇咲良從《音樂銀行》趕到，第一次最後出現                                                      |
| 9          | 2019年4月14日  | 《朋友啊！吃飯吧！》                        | 景收真                         | 醋拌法螺素面feat.八爪魚+蜂蜜LA烤牛排                             | 宮脇咲良從《音樂銀行》趕到，第一次最後出現                                                      |
| 10         | 2019年4月21日  | 《厲害姐姐和謹慎男》 （跳進「大家的大海」） | 姜鎬童                         | 無                                                               | 宮脇咲良因傷風而缺席錄影                                                                        |
| 10         | 2019年4月21日  | 《厲害姐姐和謹慎男》 （跳進「大家的大海」） | 李清娥                         | 無 （草莓奶昔）                                                  | 宮脇咲良因傷風而缺席錄影                                                                        |
| 10         | 2019年4月21日  | 《厲害姐姐和謹慎男》 （跳進「大家的大海」） | 金容建                         | 無（花蛤醬）                                                     | 宮脇咲良因傷風而缺席錄影                                                                        |
| 10         | 2019年4月21日  | 《厲害姐姐和謹慎男》 （跳進「大家的大海」） | Cheetah（金恩英）              | 海角螺鹿尾石鍋飯+野蒜大醬                                        | 宮脇咲良因傷風而缺席錄影                                                                        |
| 10         | 2019年4月21日  | 《厲害姐姐和謹慎男》 （跳進「大家的大海」） | 吳允兒                         | 船東魷魚烤沙蔘五花肉、媽媽牌辣椒醬菜+炒鯷魚                      | 宮脇咲良因傷風而缺席錄影                                                                        |
| 10         | 2019年4月21日  | 《厲害姐姐和謹慎男》 （跳進「大家的大海」） | 南昶熙                         | 四川式干烹雞、雞骨濃湯                                           | 宮脇咲良因傷風而缺席錄影                                                                        |
| 11         | 2019年4月28日  | 《我們，再見吧》                            | 姜鎬童                         | 蛋糕狀茄子義式千層麵                                             | 廚師宋勛作为姜鎬童的廚藝老師出演 宮脇咲良從《音樂銀行》直播趕到而最後出現，也把冠軍獎盃帶到現場 |
| 11         | 2019年4月28日  | 《我們，再見吧》                            | 李清娥                         | 蛋糕狀茄子義式千層麵                                             | 廚師宋勛作为姜鎬童的廚藝老師出演 宮脇咲良從《音樂銀行》直播趕到而最後出現，也把冠軍獎盃帶到現場 |
| 11         | 2019年4月28日  | 《我們，再見吧》                            | 黃光熙                         | 水蘿蔔泡菜湯                                                     | 廚師宋勛作为姜鎬童的廚藝老師出演 宮脇咲良從《音樂銀行》直播趕到而最後出現，也把冠軍獎盃帶到現場 |
| 11         | 2019年4月28日  | 《我們，再見吧》                            | 宮脇咲良                       | 無 （預製櫻花狀白米蒸糕、「我們再見面吧」手工插牌、手寫信）      | 廚師宋勛作为姜鎬童的廚藝老師出演 宮脇咲良從《音樂銀行》直播趕到而最後出現，也把冠軍獎盃帶到現場 |
| 11         | 2019年4月28日  | 《我們，再見吧》                            | 金請夏                         | 烏冬年糕辣燉雞塊、預製心型飛魚籽飯糰                             | 廚師宋勛作为姜鎬童的廚藝老師出演 宮脇咲良從《音樂銀行》直播趕到而最後出現，也把冠軍獎盃帶到現場 |
| 11         | 2019年4月28日  | 《我們，再見吧》                            | Yiruma（李閏珉）               | 炸鱈魚+風琴烤土豆                                                | 廚師宋勛作为姜鎬童的廚藝老師出演 宮脇咲良從《音樂銀行》直播趕到而最後出現，也把冠軍獎盃帶到現場 |

## 外部連結
- 官方網站（页面存档备份，存于）
- 大家的厨房的Instagram帳戶